# ویجی
ویجی (انگلیسی: Weegee; ۱۲ ژوئن ۱۸۹۹ – ۲۶ دسامبر ۱۹۶۸) عکاس، و روزنامه‌نگار اهل ایالات متحده آمریکا بود.
عکس‌های او تصاویر خشونت و فاجعه، آزمونهای سخت، رنج و امور شگفت آورند و غالباً نیازمند جسارت، قریحه و سماجت عکاس بوده‌اند.

## زندگی‌نامه
ویجی که نام اصلی او آرتور. ه. فلیگ بود، در ۱۸۹۹ در لهستان زاده شد و در ۱۰ سالگی به همراه خانواده خود به نیویورک رفت. والدین او مهاجرانی تنگدست بودند. به گفته خود تحصیلات بسیار مختصری کرده و در ۱۴ سالگی مدرسه را ترک کرده و بر سر کار رفته بود. او آشنایی خود با عکاسی را اینگونه بیان می‌کند: “روزی در یک کاتالوگ فروش مکاتبه‌ای، آگهی دیدم که بلافاصله به آن جواب دادم. این آگهی مربوط به فروش یک دوربین شیوهٔ فروتایپ بود؛ و این زمان بود که تصمیم گرفتم عکاسی کنم. ”
ویجی در عکاسخانه‌های مختلف کار کرد و پس از یک دوره کارآموزی یک عکاس مستقل خبری شد. به زودی به عنوان نخستین کسی که در محل وقایع حضور می‌یافت و نیز به عنوان نخستین فردی که هم عکس می‌گرفت و هم مقاله می‌نوشت، شهرت یافت و سردبیران نشریات را به سبب کارهای خود تحت تأثیر قرار داد. در اواسط سال‌های ۱۹۳۰، مجله لایف در مقاله‌ای او را به عنوان یک ستاره معرفی کرد. اما در ۱۹۴۵ آوازه‌ای بلند یافت، چرا که در این سال از سویی نخستین کتاب خود را با عنوان «شهر عریان» منتشر ساخت که گلچینی از بهترین کارهای او بود، و از سوی دیگر، نمایشگاهی از آثار خود را در موزه هنر نوین نیویورک برگزار کرد.